# ノストラダムス (偽者)

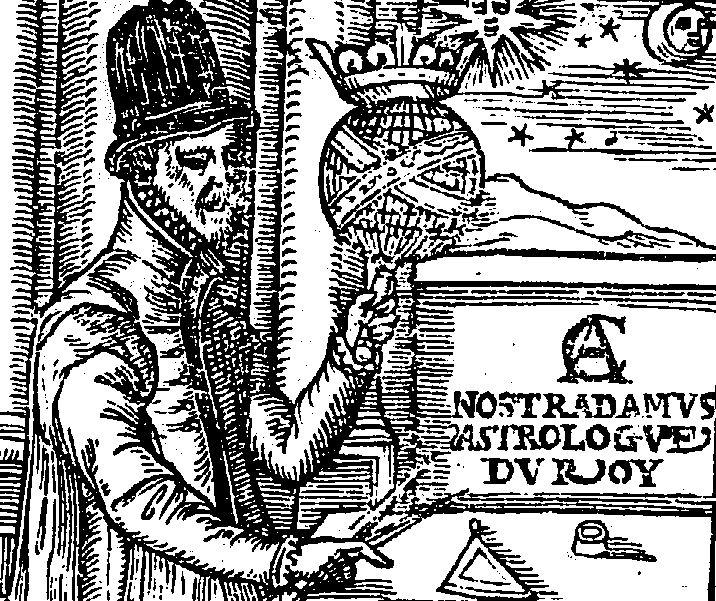
偽ノストラダムスの一人、アントワーヌ・クレスパン・ノストラダムス

本項目で扱う偽ノストラダムスたちは、16世紀フランスの医師・占星術師ノストラダムスの名声に便乗し、不当にノストラダムス姓を名乗ったり、弟子や子孫を名乗った者たちである。なお、本項目では、史料的に正統性が確認できない人物や疑問を指摘されている人物は、当人たちの主張がどうあるかに関わらず、関連人物として扱っている。

## 16世紀
ノストラダムス本人は、毎年刊行していた「暦書」などによって、生前から予言者・占い師としての名声を確立していた。この名声に便乗し、ノストラダムスの存命中に最初の偽者が出現した。本物のノストラダムスが、基本的に本名の「ミシェル・ド・ノートルダム」か筆名の「ミシェル・ノストラダムス」としか名乗っていなかったのに対し、その人物は「ミシェル・ド・ノストラダムス」と名乗った。

### ミシェル・ド・ノストラダムスまたはノストラダムス2世
彼は、ノストラダムスの存命中から弟子と勝手に称していたが、本家が没するとすぐにノストラダムス2世と改名した。そして、「天に召されたミシェル・ド・ノートルダム先生の蔵書」に基づくと称する予言書などを出版した（これはノストラダムス本人とは何の関係もない著作である）。ノストラダムス2世を名乗ってからも、自分はノストラダムスの弟子であったと吹聴する一方で、ノストラダムスの名を権威付けに用いる偽者たちが多いと批判している。
彼は1574年にル・プザンの町が炎上すると予言した後に、自ら町に火をつけて回ったところを見つかり、馬に蹴られて死んだとされる（この末路には異論もある）。

### アントワーヌ・クレスパン・ノストラダムス
1570年頃から活発に著作を発表したのが、アントワーヌ・クレスパン・ノストラダムス（のちクレスパン・アルキダムスと改名）である。この人物も素性は不明であるが、一連の著書の肩書きが正しいのなら、王族や貴族たちに重用されていたようである。
彼も自分のことは棚に上げ、ノストラダムス2世やフロラン・ド・クロクス（後述）を名指しした上で、彼らを偽者たちと批判していた。

### フィリップ・ノストラダムス
ノストラダムス本人の死と前後する頃から活動を始めたのが、フィリップ・ノストラダムスである。彼はフランス人を自称していたが、現存する著作は全てイタリア語である。
また、「ノストラダムスの甥」と称したこともあったようだが、ノストラダムスの実弟ジャンからは、名指しで親族関係を否定されている。
なお、当時のイタリアには、他にもノストラダムスの甥と名乗っていた占星術師アントニオ・ルッジェーロがいた。この人物もまた、ノストラダムス本人との血縁関係は確認されていない。

### フロラン・ド・クロクス
ノストラダムスの弟子と名乗って暦書を刊行していたのが、フロラン・ド・クロクスである。この人物は、現在では詳細が伝わっていないパリの医師ジャン・ル・プルチエの変名とする説と、著名な詩人で数学者のジャック・ペルチエ・デュ・マンの変名とする説とがある。

## 17 - 18世紀
17世紀以降はモルガール、ジャン・ブロら模倣者は多いものの、ノストラダムス姓を名乗るものはほとんどいなかった。

### アンリ・ノストラダムス
偽者があまりいなかった17世紀にあって例外的な存在がアンリ・ノストラダムスである。彼の名は1605年版の『ミシェル・ノストラダムス師の予言集』に登場する。それによれば、アンリはノストラダムスの甥であり、1605年版で初めて『予言集』に付け加えられた「六行詩集」は、ノストラダムス本人からアンリに託されたものであったという。
しかし、現在明らかにされている範囲内では、7人いたノストラダムスの甥に「アンリ」は含まれていない。また、「六行詩集」は他のノストラダムス作品との文体の違いが顕著なため、「アンリ・ノストラダムス」は偽書である「六行詩集」の権威付けのために創作された人名の可能性もある。
一部の信奉者は、アンリをノストラダムスの実弟ジャンの息子と仮定しているようだが、エドガール・ルロワの実証的な研究で否定されている。

### 青本の中の「ミシェル・ノストラダムス」
この時期には、青本業者たちが出版した暦書の中に、ノストラダムスの名を冠したものが多くあった。これらは「ノストラダムスの偽者」というよりは、「ノストラダムスの予言書の偽物」というべきものであるが、これらの実際の著者は匿名のパンフレット作者たちである。

## 19世紀
19世紀半ば以降のパリでは、「ノストラダムスの甥」という名義の暦書が毎年刊行された。これは、もともと主筆のジャーナリスト、ウジェーヌ・バレストが「『ノストラダムス』の著者」と名乗っていたものが、途中から変更されたものである（『ノストラダムス』は、バレストが出版した解釈書の題名）。バレストの死後も「ノストラダムスの甥」名義は継続され、20世紀初頭まで毎年出版されていた。
19世紀後半のイギリスでは、ノストラダムス姓を筆名に用いた人物が複数現れた。ガブリエル・ノストラデイマス (Gabriel Nostradamus) とマーリン・ノストラデイマス (Marlin Nostradamus) である。前者は『信託に伺いを立てよ』（1899年）を、後者は『科学の時代。ある20世紀の新聞』（1877年）をそれぞれ出版した。ガブリエルは神の伝言を告げる天使の名であり、マーリンは伝説上の魔術師の名である。このことから明らかな通り、彼らの名前は占いや未来予測の権威付けになる名を組み合わせたものに過ぎず、素性はいずれも不明である。

## 20世紀以降
20世紀以降には、ノストラダムスの予言解釈を通じて自身の優位性を主張する手合いは多く現れたが、その権威付けにノストラダムス姓を名乗る者は、国籍を問わずほとんど見られない。日本では、例外的に「シーザー・ノストラダムス」の筆名で予言解釈書を出版したヤマハ音楽教室のインストラクター（当時）がいた。また、ノストラダムスの生まれ変わりだと主張する心霊研究家で、「ミカエル・ド・セザール」の筆名で著作を発表していた者もいた（ミカエルはノストラダムスの名ミシェルに、セザールはノストラダムスの長男の名に、それぞれ対応）。ここでノストラダムスの息子セザール（英語読みでシーザー）が登場しているのは、信奉者の中には『予言集』第一序文を自己流に解釈し、セザールの名を「ノストラダムス予言の最終解答者」の象徴とする者がいるためである。

### ローラ・ダムス
1990年代には、直系の末裔と主張するローラ・ダムス (Laura Damus) が、日本やフランスの雑誌に広告を掲載していた。彼女はウィーン在住（当時）のフランス人の占い師だといい、マルセイユ版タロットを使う彼女の占いは、ノストラダムスから受け継いだ秘儀に基づいていると称していた。『ムー』に掲載された広告には、彼女の助言のおかげで宝くじが大当たりしたというフランス人や、商売が繁盛したというスイス人の体験談が載っていた。
なお、実証的な研究では、ノストラダムスの直系の子孫の現存は確認されていない。ノストラダムス姓を継いだ3人の息子のうち、長男セザールは結婚したものの子どもはおらず、次男シャルルには娘アンヌがいたが彼女の消息は不明であり、三男アンドレは修道士となったために独身だったからである。また、ノストラダムスの3人の娘のうち、長女マドレーヌの息子は、父方のオペード男爵家を継いだクロード・ド・ペリュシであり、ノストラダムス姓を継いでいない。ド・セヴァ家に嫁いだ次女アンヌの息子もまた同じである。三女ディアーヌは生涯独身であった。
ほかに、ノストラダムスが何らかのカードを使って占いを行ったという記録も確認されていない。

### ノストラダムスの霊
20世紀には、それまでの世紀と異なり、ノストラダムスの霊から何らかのメッセージを受け取ったと主張する者も現れた。
アメリカでは逆行催眠術師のドロレス・キャノンによる『ノストラダムスとの対話』全3巻（1989年）が刊行されている。第1巻については日本語版も刊行されたが、山本弘からは、その内容のうちでノストラダムス本人から発せられたとは考えられない点を、いくつも指摘されている。
日本では、ノストラダムスの霊言をそのまま収録したとする大川隆法の3冊の著書が出されている。このうち、20世紀に出版された2冊については、志水一夫がいくつかの誤りのほか、五島勉著『ノストラダムスの大予言』が広めた不正確なノストラダムス像の影響を受けたと思しき箇所を指摘している。ほかに、池田邦吉は予言解釈の際にノストラダムスの霊が助言してくれていると主張していたが、その詳細な20世紀末予想は何一つ当たらなかった。

## 注
1. ↑  Dupèbe[1983] p.115
2. ↑  Nostradamus le jeune [1571]pp.24-25
3. ↑  Halbronn[2002]p.103
4. ↑  Halbronn [1991] p.54
5. ↑  Leroy[1993] pp.132-133
6. ↑  『隕石激突』明窓出版、1991年。
7. ↑  Le Nouveau Détective, 18 Octobre 1996 (cf. Laroche [1999] p.99) ; 『ムー』1997年1月号 p.25
8. ↑  Leroy[1993]pp.111-130.
9. ↑  南山宏訳『ノストラダムス霊界大予言』二見書房、1994年
10. ↑  山本 [1999] pp. 237 - 240
11. ↑  『ノストラダムスの新予言』（1988年 土屋書店 ISBN 978-4-80690604-9 / 1990年 角川文庫 ISBN 978-4-04-178004-6）『ノストラダムス戦慄の啓示』（1991年 幸福の科学出版 ISBN 978-4-87688-114-7）『ノストラダムス 22世紀への道を語る』（2022年 幸福の科学出版 ISBN 978-4-8233-0350-0）
12. ↑  志水 [1997] pp.178 - 193